# För Sverige
För Sverige är det andra albumet av det svenska vikingarockbandet Njord. Det släpptes den 26 juli 2012 av Öppåhåppa Records.

## Låtlista
| Nr  | Titel                 | Längd |  |
| --- | --------------------- | ----- |  |
| 1.  | Stolta Vikingar       | 4.01  |  |
| 2.  | Det Regnar Överallt   | 2.27  |  |
| 3.  | Sigurd Fafnesbane     | 3.39  |  |
| 4.  | För sent              | 3.46  |  |
| 5.  | För Sverige           | 2.48  |  |
| 6.  | Under Hammaren        | 3.31  |  |
| 7.  | Som Vilseledda Djur   | 3.35  |  |
| 8.  | EU National Anthem    | 2.31  |  |
| 9.  | Götiska Förbundet     | 3.58  |  |
| 10. | Lägg An, Sikta, Skjut | 3.47  |  |
| 11. | En Fallen Kamrat      | 5.28  |  |

Medverkande:
Mathias Hellhoff - Sång & Gitarr

Johanna Ersson - Bas

Patrik Björkmann - Trummor